# Kosmischer String
Ein kosmischer String (engl. „Faden“, „Saite“) ist ein hypothetischer, beinahe eindimensionaler topologischer Defekt im Raum. Bis jetzt sind kosmische Strings nur in der Theorie bekannt, es gibt keine Beobachtungen, die ihre Existenz beweisen. Aus den Theorien über die Entwicklung des Universums kann man jedoch zumindest die Möglichkeit ihrer Existenz folgern.

## Grundlagen
Kosmische Strings könnten in der kurzen Zeit nach dem Urknall entstanden sein, als sich eine GUT-Wechselwirkung infolge einer Symmetriebrechung durch die Abkühlung des Universums in die elektroschwache Wechselwirkung und die starke Wechselwirkung aufgespaltet hat. Dieser Prozess muss nicht gleichmäßig im gesamten Universum erfolgt sein, sondern könnte sich auch in getrennten Gebieten (Blasen) unabhängig voneinander ausgebreitet haben. Kosmische Strings und andere Defekte entstehen, wenn Gebiete mit unterschiedlichem Feldzustand aufeinandertreffen – ein vergleichbares Modell dafür wäre die Kristallisation. Der Rand bleibt stabil, während im Rest der Phasenübergang zu den entsprechenden Kräften stattfindet. Der kosmische String ist ein eindimensionaler Rand, er besteht aus einem Feldzustand, der den Phasenübergang nicht mitgemacht hat.
Ein kosmischer String wäre wie ein extrem dünner, langer, schwerer Faden geformt. Der Durchmesser eines Strings entspricht nach GUT-Modellen nur etwa einem Trillionstel eines Wasserstoffatoms, während seine Länge kosmologische Maßstäbe annehmen kann. Ein String von nur 6 Kilometer Länge hätte eine Masse, die ungefähr der gesamten Erdmasse entspricht.
Kosmische Strings könnten im frühen Universum Keime für die Dichtefluktuationen gewesen sein, aus denen sich später die großräumigen Strukturen (etwa Galaxienhaufen und Superhaufen) gebildet haben. Die heutigen genaueren Beobachtungen der Struktur der Materieverteilung im Universum – direkt durch Himmelsdurchmusterungen, indirekt durch Beobachtung der Hintergrundstrahlung – sprechen gegen eine bedeutende Beteiligung von kosmischen Strings an der Strukturbildung.
Die Entdeckung der Doppelgalaxie CSL-1 („Capodimonte-Sternberg Lens candidate 1“) hatte der Annahme kosmischer Strings neuen Auftrieb verschafft. Die Übereinstimmung der Spektren schien der Annahme zweier unabhängiger Galaxien zu widersprechen, die unverzerrte Form schloss Gravitationslinseneffekte durch Vordergrundgalaxien aus. Nachträgliche Beobachtungen durch das Hubble-Weltraumteleskop im Jahr 2006 zeigten aber, dass es sich bei den beiden Galaxien tatsächlich um eine Doppelgalaxie handelt und nicht, wie anfangs angenommen, um die doppelte Abbildung ein und derselben Galaxie.
Eine weitere Möglichkeit zum direkten Nachweis kosmischer Strings sind Präzisionsmessungen der kosmischen Hintergrundstrahlung. Bei der räumlichen Auflösung der WMAP-Daten ist aber keine eindeutige Beurteilung möglich. Auch 2013 veröffentlichte Messergebnisse des Planck-Satelliten konnten keinen Nachweis liefern.

## Kosmische Strings und Stringtheorie
Es gibt keine direkte Verbindung zwischen der Theorie der kosmischen Strings und der Stringtheorie, die Namen bilden unabhängige Analogien zum Faden (engl. „string“). Allerdings haben Arbeiten in der Stringtheorie in den 2000er Jahren das Interesse für kosmische Strings erneuert. 2002 entdeckten Henry Tye und Mitarbeiter, dass im Modell der Braneninflation zum Ende der Entwicklung kosmische Strings gebildet werden. Joseph Polchinski zeigte, dass die Expansion des Universums einen fundamentalen String, also ein Objekt der Stringtheorie, auf intergalaktische Größe strecken kann. Ein solcher „gestreckter“ String würde viele Eigenschaften aufweisen, die auch die bereits untersuchten kosmischen Strings besitzen, was das Interesse für diese Arbeiten erneuerte. Auch andere Objekte aus der Stringtheorie wie stark verlängerte D-Branen, sogenannte „D-Strings“, können in ihren Eigenschaften den kosmischen Strings ähneln. Die Entdeckung von kosmischen Strings kann daher auch Informationen über die Stringtheorie liefern.
Die kosmischen Strings aus der Stringtheorie würden Gravitationswellen abstrahlen, die möglicherweise von Experimenten wie LIGO beobachtet werden könnten. Sie könnten auch zu kleinen Unregelmäßigkeiten in der Hintergrundstrahlung führen, wonach z. B. das Planck-Weltraumteleskop suchte. Bisher wurden in beiden Fällen keine Anzeichen für die Existenz kosmischer Strings entdeckt.